# Popdonder Plus
Popdonder Plus (ook wel Popdonder +) was van 1978 tot en met 1983 een radioprogramma van de VARA, gepresenteerd door Koos Zwart.
Het programma richtte zich op jongeren en behandelde thema's als werk, huisvesting en uitkeringen. Er werd onder andere gebruikgemaakt van artiesten die over de aangekaarte problematiek zongen.
In 1980 ontstond er ophef over de uitzending waarin de band Drukwerk het nummer Weg met Beatrix had gespeeld. In dit nummer werd negatief gesproken over koningin Beatrix en de koninklijke familie.
Paul Witteman was een van de verslaggevers in het programma.